# Gran Premio del Belgio 1952
Il Gran Premio del Belgio 1952 è stata la terza prova della stagione 1952 del campionato mondiale di Formula 1. La gara si è tenuta domenica 22 giugno sul circuito di Spa-Francorchamps ed è stata vinta dall'italiano Alberto Ascari su Ferrari, al terzo successo in carriera; Ascari ha preceduto all'arrivo uno dei suoi compagni di squadra, il connazionale Nino Farina, e il francese Robert Manzon su Gordini, al primo podio in carriera.
È stato designato come Gran Premio d'Europa per il 1952.
Per Alberto Ascari è il primo hat trick (pole position, giro veloce e vittoria del Gran Premio) in carriera in Formula 1.

## Vigilia

### Aspetti tecnici
Al Gran Premio fa il debutto il costruttore britannico Aston, con il pilota Robin Montgomerie-Charrington che careggia con il modello NB41. Esso monta un motore piatto a quattro cilindri, il quale segna l'introduzione in Formula 1 del motore a cilindri contrapposti.
Il belga Johnny Claes corre invece su una Gordini T16 carenata, la prima vettura a ruote coperte a disputare un Gran Premio di Formula 1.

### Aspetti sportivi
Il Gran Premio rappresenta il terzo appuntamento stagionale a distanza di tre settimane dalla disputa della 500 Miglia di Indianapolis, seconda gara del campionato. La tappa belga si corre dopo il Gran Premio di Albi, il Gran Premio delle Frontiere, l'Ulster Trophy, il Gran Premio dell'Autodromo, il Circuit du Lac, e la West Essex CC Race, gare extra calendario di Formula 1 e Formula 2 tenute tra il 1º e il 21 giugno. Nel frattempo, il 31 maggio, si era corso anche il Gran Premio di Monaco, una gara per vetture sport, durante il quale è stato vittima di un gravissimo incidente l'ex pilota dell'Alfa Romeo Luigi Fagioli. Egli morirà il 20 giugno a causa delle ferite riportate.
Tra le squadre ufficiali, alla gara presero parte la Scuderia Ferrari, con tre 500 guidate dagli italiani Nino Farina, Alberto Ascari e Piero Taruffi, l'Equipe Gordini, con tre Gordini T16 guidate da Robert Manzon, Jean Behra e Johnny Claes e una Simca-Gordini T15 con al volante Prince Bira, la English Racing Automobiles, con il britannico Stirling Moss al volante di una ERA G, e la HW Motors, con i piloti Lance Macklin, Peter Collins, Roger Laurent e Paul Frère.
Tra le squadre private erano presenti la Écurie Rosier con Louis Rosier, la Écurie Francorchamps con Charles de Tornaco, la Scuderia Franera con Ken Wharton e la Ecurie Richmond con Eric Brandon e Alan Brown. I primi due piloti guidano una Ferrari 500, il terzo una Frazer-Nash FN48, mentre gli ultimi due una Cooper T20.
Tra i piloti privati erano presenti Arthur Legat su Veritas Meteor, Mike Hawthorn su Cooper T20, Robert O'Brien su Simca-Gordini T15, Robin Montgomerie-Charrington su Aston NB41 e Tony Gaze su HWM. Per lo statunitense O'Brien e per il britannico Montgomerie-Charrington si tratta dell'unica apparizione in Formula 1.
La Maserati è costretta a saltare anche questa gara in quanto le vetture della squadra non erano ancora pronte. Per di più uno dei piloti della casa del Tridente, il campione del mondo in carica Juan Manuel Fangio, è costretto a terminare anzitempo la stagione a seguito di un incidente avvenuto nel Gran Premio dell'Autodromo.

## Qualifiche

### Resoconto
Le qualifiche finiscono con Alberto Ascari in pole position sulla sua Ferrari, seguito dai suoi compagni di squadra Nino Farina e Piero Taruffi. Jean Behra e Robert Manzon sono in seconda fila sulle loro Gordini mentre Paul Frère, Ken Wharton e Mike Hawthorn, rispettivamente su HWM-Alta, Frazer-Nash-Bristol e Cooper-Bristol, occupano la terza fila.
Robert O'Brien, qualificatosi in ultima posizione su Simca-Gordini-Gordini, segna un tempo elevato (6'00") distaccandosi notevolmente dal resto del gruppo, di 23" dal diciannovesimo qualificato e di 1'23" dal miglior tempo.

### Risultati
Nella sessione di qualifica si è avuta questa situazione:
| Pos | Nº | Pilota                        | Costruttore           | Tempo | Griglia |
| --- | -- | ----------------------------- | --------------------- | ----- | ------- |
| 1   | 4  | Alberto Ascari                | Ferrari               | 4'37" | 1       |
| 2   | 2  | Nino Farina                   | Ferrari               | 4'40" | 2       |
| 3   | 6  | Piero Taruffi                 | Ferrari               | 4'46" | 3       |
| 4   | 14 | Robert Manzon                 | Gordini               | 4'52" | 4       |
| 5   | 16 | Jean Behra                    | Gordini               | 4'56" | 5       |
| 6   | 8  | Mike Hawthorn                 | Cooper-Bristol        | 4'58" | 6       |
| 7   | 36 | Ken Wharton                   | Frazer-Nash-Bristol   | 5'01" | 7       |
| 8   | 28 | Paul Frère                    | HWM-Alta              | 5'05" | 8       |
| 9   | 10 | Alan Brown                    | Cooper-Bristol        | 5'07" | 9       |
| 10  | 32 | Stirling Moss                 | ERA-Bristol           | 5'08" | 10      |
| 11  | 26 | Peter Collins                 | HWM-Alta              | 5'09" | 11      |
| 12  | 12 | Eric Brandon                  | Cooper-Bristol        | 5'12" | 12      |
| 13  | 34 | Charles de Tornaco            | Ferrari               | 5'13" | 13      |
| 14  | 24 | Lance Macklin                 | HWM-Alta              | 5'15" | 14      |
| 15  | 40 | Robin Montgomerie-Charrington | Aston-Butterworth     | 5'19" | 15      |
| 16  | 42 | Tony Gaze                     | HWM-Alta              | 5'20" | 16      |
| 17  | 22 | Louis Rosier                  | Ferrari               | 5'23" | 17      |
| 18  | 20 | Prince Bira                   | Simca-Gordini-Gordini | 5'29" | 18      |
| 19  | 18 | Johnny Claes                  | Gordini               | 5'33" | 19      |
| 20  | 30 | Roger Laurent                 | HWM-Alta              | 5'35" | 20      |
| 21  | 38 | Arthur Legat                  | Veritas               | 5'37" | 21      |
| 22  | 44 | Robert O'Brien                | Simca-Gordini-Gordini | 6'00" | 22      |

## Gara

### Resoconto
La gara parte sotto la pioggia e Piero Taruffi è protagonista di un bruttissimo avvio, finendo in mezzo al gruppo, mentre Jean Behra fa una grande partenza e va davanti ad Alberto Ascari e Nino Farina. Anche Stirling Moss è tra i primi ma la sua ERA si rompe ed è costretto al ritiro. Ascari e Farina superano facilmente Behra mentre Taruffi battaglia e recupera fino al sorpasso sul francese al primo giro. Taruffi in seguito, al 13º giro, sbaglia alla Malmedy e il francese lo colpisce. Nello stesso giro Robert Manzon supera Mike Hawthorn ed è terzo. Paul Frère su HWM e Alan Brown su Cooper finiscono quinto e sesto.
Grazie al terzo posto di Manzon, la Gordini conquista il secondo e ultimo podio in Formula 1.

### Risultati
I risultati del Gran Premio sono i seguenti:
| Pos | Nº | Pilota                        | Costruttore           | Giri | Tempo/Ritiro | Griglia | Punti |
| --- | -- | ----------------------------- | --------------------- | ---- | ------------ | ------- | ----- |
| 1   | 4  | Alberto Ascari                | Ferrari               | 36   | 3h03'46"3    | 1       | 9     |
| 2   | 2  | Nino Farina                   | Ferrari               | 36   | +1'55"2      | 2       | 6     |
| 3   | 14 | Robert Manzon                 | Gordini               | 36   | +4'28"4      | 4       | 4     |
| 4   | 8  | Mike Hawthorn                 | Cooper-Bristol        | 35   | +1 giro      | 6       | 3     |
| 5   | 28 | Paul Frère                    | HWM-Alta              | 34   | +2 giri      | 8       | 2     |
| 6   | 10 | Alan Brown                    | Cooper-Bristol        | 34   | +2 giri      | 9       |       |
| 7   | 34 | Charles de Tornaco            | Ferrari               | 33   | +3 giri      | 13      |       |
| 8   | 18 | Johnny Claes                  | Gordini               | 33   | +3 giri      | 19      |       |
| 9   | 12 | Eric Brandon                  | Cooper-Bristol        | 33   | +3 giri      | 12      |       |
| 10  | 20 | Prince Bira                   | Simca-Gordini-Gordini | 32   | +4 giri      | 18      |       |
| 11  | 24 | Lance Macklin                 | HWM-Alta              | 32   | +4 giri      | 14      |       |
| 12  | 30 | Roger Laurent                 | HWM-Alta              | 32   | +4 giri      | 20      |       |
| 13  | 38 | Arthur Legat                  | Veritas               | 31   | +5 giri      | 21      |       |
| 14  | 44 | Robert O'Brien                | Simca-Gordini-Gordini | 30   | +6 giri      | 22      |       |
| 15  | 42 | Tony Gaze                     | HWM-Alta              | 30   | +6 giri      | 16      |       |
| Rit | 40 | Robin Montgomerie-Charrington | Aston-Butterworth     | 17   | Motore       | 15      |       |
| Rit | 16 | Jean Behra                    | Gordini               | 13   | Incidente    | 5       |       |
| Rit | 6  | Piero Taruffi                 | Ferrari               | 13   | Incidente    | 3       |       |
| Rit | 36 | Ken Wharton                   | Frazer-Nash-Bristol   | 10   | Testacoda    | 7       |       |
| Rit | 22 | Louis Rosier                  | Ferrari               | 6    | Trasmissione | 17      |       |
| Rit | 26 | Peter Collins                 | HWM-Alta              | 3    | Trasmissione | 11      |       |
| Rit | 32 | Stirling Moss                 | ERA-Bristol           | 0    | Motore       | 10      |       |

Alberto Ascari riceve un punto addizionale per aver segnato il giro più veloce della gara.

## Classifica mondiale
| Pos | Pilota         | Punti |
| --- | -------------- | ----- |
| 1   | Alberto Ascari | 9     |
| =   | Piero Taruffi  | 9     |
| 3   | Troy Ruttman   | 8     |
| 4   | Nino Farina    | 6     |
| =   | Jim Rathmann   | 6     |
| =   | Rudi Fischer   | 6     |
| 7   | Robert Manzon  | 4     |
| =   | Sam Hanks      | 4     |
| =   | Jean Behra     | 4     |
| 10  | Duane Carter   | 3     |
| =   | Ken Wharton    | 3     |
| =   | Mike Hawthorn  | 3     |
| 13  | Alan Brown     | 2     |
| =   | Art Cross      | 2     |
| =   | Paul Frère     | 2     |
| 16  | Bill Vukovich  | 1     |